# ニコラス・サントス
ニコラス・アラウージョ・ディアス・ドス・サントス（Nicholas Araújo Dias dos Santos、1980年2月14日 - ）は、ブラジル・サンパウロ州リベイラン・プレト出身の元男子競泳選手。2022年世界短水路選手権の50mバタフライを42歳303日で優勝し、史上最年長の競泳世界チャンピオンに輝いた選手である。これはギネス世界記録に掲載されている。また、40歳を超えて世界選手権と世界短水路選手権のメダルを獲得した唯一の選手であり、両大会の最年長メダリスト記録を保持している。
21歳でブラジル代表デビューを果たし、その後42歳まで代表で活躍。オリンピックのメダルを獲得することはできなかったが、世界選手権で銀3つを含む4個のメダル、世界短水路選手権で金6つを含む12個のメダルを獲得したほか、パンアメリカン競技大会やパンパシフィック選手権などの国際大会でもメダルを獲得した。メイン種目の50mバタフライにおいては、世界短水路選手権で世界チャンピオンに4度輝き、世界選手権では優勝こそできなかったが銀メダルを3度獲得した。記録の面では、短水路で世界記録、長水路で繊維製水着（非高速水着）の世界最高記録をそれぞれ樹立し、現在は長水路と短水路の南米記録を保持している。また、50m自由形においては、オリンピックと世界選手権で準決勝に進出したほか、世界短水路選手権で銅メダル、パンアメリカン競技大会で銀メダルを獲得した。記録の面では、長水路でブラジル選手2人目の21秒台、短水路で南米選手初の20秒台をそれぞれマークした。

## 経歴
ダイビングスクールを経営している父アントニオ・カルロス・ディアス・マルティンス・ドス・サントスの影響で、わずか3歳で水泳を始め、6歳か7歳の頃には大会に出場して50m背泳ぎで優勝した。若い頃はバスケットボール、バレーボール、格闘技、サッカーなど、水泳以外のスポーツも経験した。サッカーは13歳から14歳の間にボタフォゴFCの下部組織でプレーし、ポジションはストライカーだった。水泳は18歳まで生まれ育ったリベイラン・プレトで訓練を受けていたが、その後はフラメンゴに移った。

### 2000-2001年ワールドカップ
2001年1月、ストックホルムで開催されたワールドカップ・第9戦に出場。50mバタフライで23秒92をマークし、1999年にフェルナンド・シェラーが樹立した短水路南米記録を0秒02更新した。

### 2001年世界選手権
2001年7月、福岡で開催された世界選手権においてブラジル代表デビューを果たした。大会では50mの自由形とバタフライに出場したが、ともに予選敗退に終わった。

### 2001-2002年ワールドカップ
2001年11月、リオデジャネイロで開催されたワールドカップ・第1戦に出場。50mバタフライで23秒82でマークし、自身の持つ短水路南米記録（23秒92）を更新した。
2002年1月、ベルリンで開催されたワールドカップ・第9戦に出場。50mバタフライで23秒41の短水路南米記録を樹立した。

### 2004年ホセ・フィンケル杯
2004年9月、ホセ・フィンケル杯（José Finkel Trophy）の4×50mフリーリレーで21秒32をマークし、2002年にアルゼンチンのホセ・メオランスが樹立した短水路南米記録（21秒36）を更新した。この記録は2008年にセーザル・シエロが同タイムをマークして、共同の短水路南米記録となった。

### 2004年世界短水路選手権
2004年10月、インディアナポリスで開催された世界短水路選手権に出場。第4泳を務めた4×100mフリーリレー決勝において、チーム唯一の47秒台となる47秒45で泳ぎ、ブラジルの銀メダル獲得に貢献した（優勝したアメリカと2秒77差）。50m自由形決勝では、マーク・フォスター（21秒58）、ステファン・ニストランド（21秒66）に次ぎ、ニック・ブルネッリと同タイム（21秒71）の3位に入り、この種目では1995年リオデジャネイロ大会のフェルナンド・シェラー以来、9年ぶりブラジル人2人目のメダリストとなった。

### 2005年ユニバーシアード
2005年8月、イズミルで開催されたユニバーシアードに出場し、50m自由形とバタフライで銅メダルを獲得した。50m自由形は史上3人目のブラジル人メダリスト、2001年北京大会から実施されている50mバタフライではブラジル人初のメダリストに輝いた。

### 2007年パンアメリカン競技大会

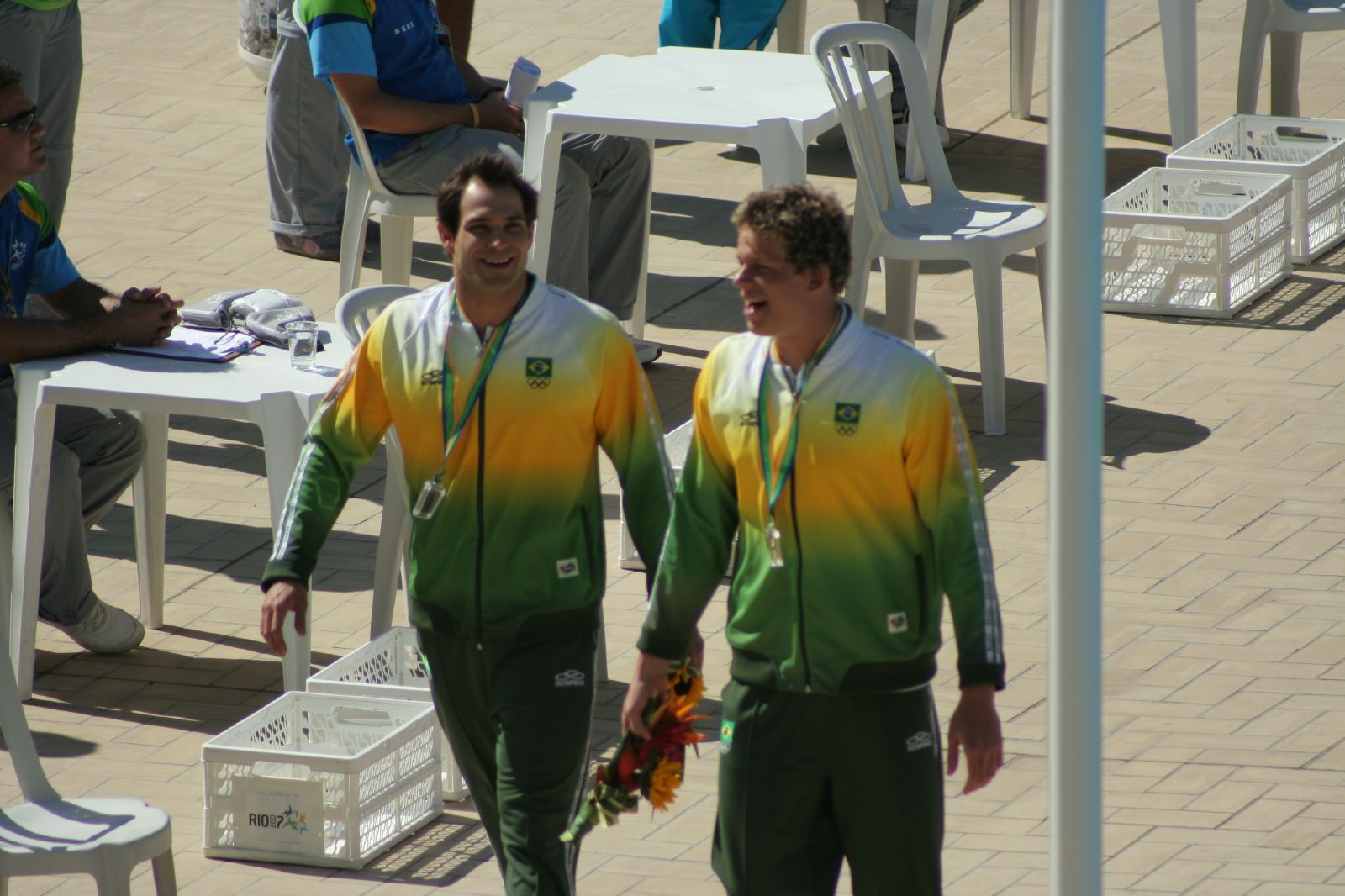
2007年パンアメリカン競技大会のセーザル・シエロ（右）とサントス

2007年7月、自国開催（リオデジャネイロ）のパンアメリカン競技大会に出場。4×100mフリーリレーは予選のみの出場に終わったが（第2泳で50秒59をマーク）、ブラジルは金メダルを獲得したため予選を泳いだサントスもメダルを手にした。50m自由形は予選で22秒20をマークし、1999年ウィニペグ大会でフェルナンド・シェラーが樹立した大会記録（22秒22）を塗り替えたが、準決勝でサントスが22秒42とタイムを落とす中、セーザル・シエロがサントスの記録を塗り替える22秒18をマークした。決勝でシエロは南米人として初めて22秒の壁を破る21秒84をマークして優勝し、サントスは予選の記録を縮める22秒18をマークするも銀メダルに終わった。

### 2007年ユニバーシアード
2007年8月、バンコクで開催されたユニバーシアードに出場し、50mバタフライで銀メダル、50m自由形で金メダルを獲得した。50m自由形は22秒12の大会記録（当時）で優勝し、この種目では1995年福岡大会のフェルナンド・シェラー以来12年ぶり、ブラジル人2人目のチャンピオンに輝いた。

### 2008年オリンピック
2008年8月、北京で開催されたオリンピックに出場しオリンピックデビューを果たした。昨年のパンアメリカン競技大会で銀メダルを獲得し出場権を得た50m自由形は、予選を自己ベスト（当時）の22秒00で突破したが、準決勝ではスタート前に水着が破れるアクシデントもあり、22秒15とタイムを落とし最下位に終わった。

### 2009年世界選手権
2009年7-8月、ローマで開催された世界選手権に出場。50mバタフライ予選で23秒23をマークし、2つ前の組でベネズエラのアルベルト・スビラッツが樹立した南米記録に並んだ。準決勝では1組目で泳いだスビラッツが南米記録を23秒05に更新したが、2組目で泳いだサントスがその記録を23秒00に更新した。全体3位で準決勝を突破したサントスは決勝でも23秒00の南米タイ記録を樹立したが、メダルに0秒12及ばず5位に終わった。

### 2009年ホセ・フィンケル杯
2009年9月、ホセ・フィンケル杯（José Finkel Trophy）の50mバタフライで22秒87をマークし、自身の持つ南米記録（23秒00）を更新した。また、この記録はアメリカ大陸記録でもあったが、2012年にセーザル・シエロによって22秒76に塗り替えられた。

### 2009年ワールドカップ
2009年11月、ベルリンで開催されたワールドカップ・第4戦に出場し、50mの自由形とバタフライで短水路南米記録を樹立した。50mバタフライは予選で22秒42をマークし、カイオ・アルメイダの持つ短水路南米記録を0秒02更新すると、決勝では予選の記録を更に縮める22秒17をマークした。50m自由形は予選で20秒90をマークし、自身とセーザル・シエロの持つ短水路南米記録（21秒32）を塗り替えるとともに、21秒の壁を破る初の南米選手となった。決勝では20秒74と予選の記録を更に縮めた。シンガポールで開催された第5戦の50mバタフライでは22秒16をマークし、1週間前に樹立した短水路南米記録を0秒01更新した。なお、50m自由形の短水路南米記録は、2010年にセーザル・シエロによって20秒61に塗り替えられた。

### 2010年世界短水路選手権
2010年12月、ドバイで開催された世界短水路選手権に出場。4×100mフリーリレーで第1泳を務めると、第2泳のセーザル・シエロ、第3泳のマルセロ・シエリギニ、第4泳のニコラス・オリベイラと共に予選で3分08秒71をマークし、1998年にブラジルが樹立した3分10秒45の短水路南米記録（当時の短水路世界記録）を更新して決勝に進出した。予選と同じメンバーで臨んだ決勝では予選の記録を更に縮める3分05秒74をマークし、優勝したフランスと2位のロシアにそれぞれに0秒96と0秒92及ばなかったものの、ネイサン・エイドリアンとライアン・ロクテ擁するアメリカを0秒36抑え銅メダルを獲得した。50mバタフライは予選で大会記録（22秒70）を上回る22秒64をマークし、シュテフェン・ダイブラー（22秒57）に次ぐ2位で決勝に進出した。迎えた決勝では準決勝の記録を更に縮める22秒45をマークしたが、アルベルト・スビラッツ（22秒40）、アンドリー・ゴボロフ（22秒43）、シュテフェン・ダイブラー（22秒44）に次ぐ4位に終わり、わずか0秒01差でメダルを逃した。

### ドーピング検査で陽性反応
2011年5月のマリア・レンク杯（Maria Lenk Trophy）で行われたドーピング検査において、セーザル・シエロ、ヴィニシウス・ワケド、エンリケ・バルボサと共に禁止薬物のフロセミドが検出された。検査結果は汚染されたサプリメントによるものだと主張した4人に対し、ブラジル水泳連盟は警告を与えるにとどめたが、これを不服とした世界水泳連盟は警告ではなく資格停止処分に変更することを求めてスポーツ仲裁裁判所に控訴した。しかし控訴は棄却され、ヴィニシウス・ワケドだけは2度目の違反だったため1年間の資格停止処分を受けた。

### 2012年オリンピック
2012年7-8月、ロンドンで開催されたオリンピックに出場。2大会連続の出場となった今大会では4×100mフリーリレーのみに出場し、予選で第3泳を務めたが、ブラジルは決勝進出に0秒36及ばず9位に終わった。

### 2012年世界短水路選手権
2012年12月、イスタンブールで開催された世界短水路選手権に出場。50mバタフライにおいて、予選22秒40、準決勝22秒23、決勝22秒22と3レース連続で大会記録を樹立し、チャド・ルクロスを0秒04抑え自身初の世界選手権タイトルを獲得した。また、この種目でのブラジル人メダリストは、2006年上海大会で銅メダルを獲得したカイオ・アルメイダしかおらず、サントスはブラジル人2人目のメダリスト、ブラジル人初のチャンピオンに輝いた。

### 2013年世界選手権
2013年7-8月、バルセロナで開催された世界選手権に出場。50mバタフライの準決勝を今季世界最高記録となる22秒81で突破するも、決勝では23秒21とタイムを落とし、セーザル・シエロ（23秒01）、ユージン・ゴッドソー（23秒05）、フレデリック・ブスケ（23秒11）に次ぐ4位に終わり、長水路の世界選手権メダルを0秒10差で逃した。

### 2013年ワールドカップ
2013年11月、北京で開催されたワールドカップ・第8戦に出場。50mバタフライで22秒13をマークし、自身の持つ短水路南米記録（22秒16）を更新した。

### 2014年世界短水路選手権
2014年12月、ドーハで開催された世界短水路選手権に出場。今大会から実施された4×50mメドレーリレーと混合4×50mメドレーリレーで金メダル、50mバタフライで銀メダルを獲得した。4×50mメドレーリレーでは決勝の第3泳者の中で最速となる21秒68で泳ぎ、第1泳のギリェルメ・ギド、第2泳のフェリペ・フランサ・ダ・シルヴァ、第4泳のセーザル・シエロと共に、ロシアが予選で樹立した短水路世界記録（1分32秒78）を更新する1分30秒51をマークし、フランスを0秒74抑えて初代チャンピオンに輝いた。なお、この短水路世界記録は2017年にロシアによって1分30秒44に塗り替えられた。4×50mメドレーリレー決勝の約2時間後には混合4×50mメドレーリレー決勝で第3泳を務めると、先を泳ぐ女子選手たちを追い抜き順位を5位から1位に押し上げ、第1泳のエティエネ・メデイロス、第2泳のフェリペ・フランサ・ダ・シルヴァ、第4泳のラリサ・オリベイラと共に1分37秒26の短水路南米記録を樹立し、アメリカの持つ短水路世界記録（1分37秒17）に迫る好タイムで金メダルを獲得した。ディフェンディングチャンピオンとして臨んだ50mバタフライは、決勝で自身の持つ短水路南米記録（22秒13）を更新する22秒08をマークするも、準決勝でサントスの持つ大会記録（22秒22）を22秒20に塗り替え、決勝でも21秒95に大会記録を縮めたチャド・ルクロスに0秒13及ばず連覇を逃した。

### 2015年世界選手権

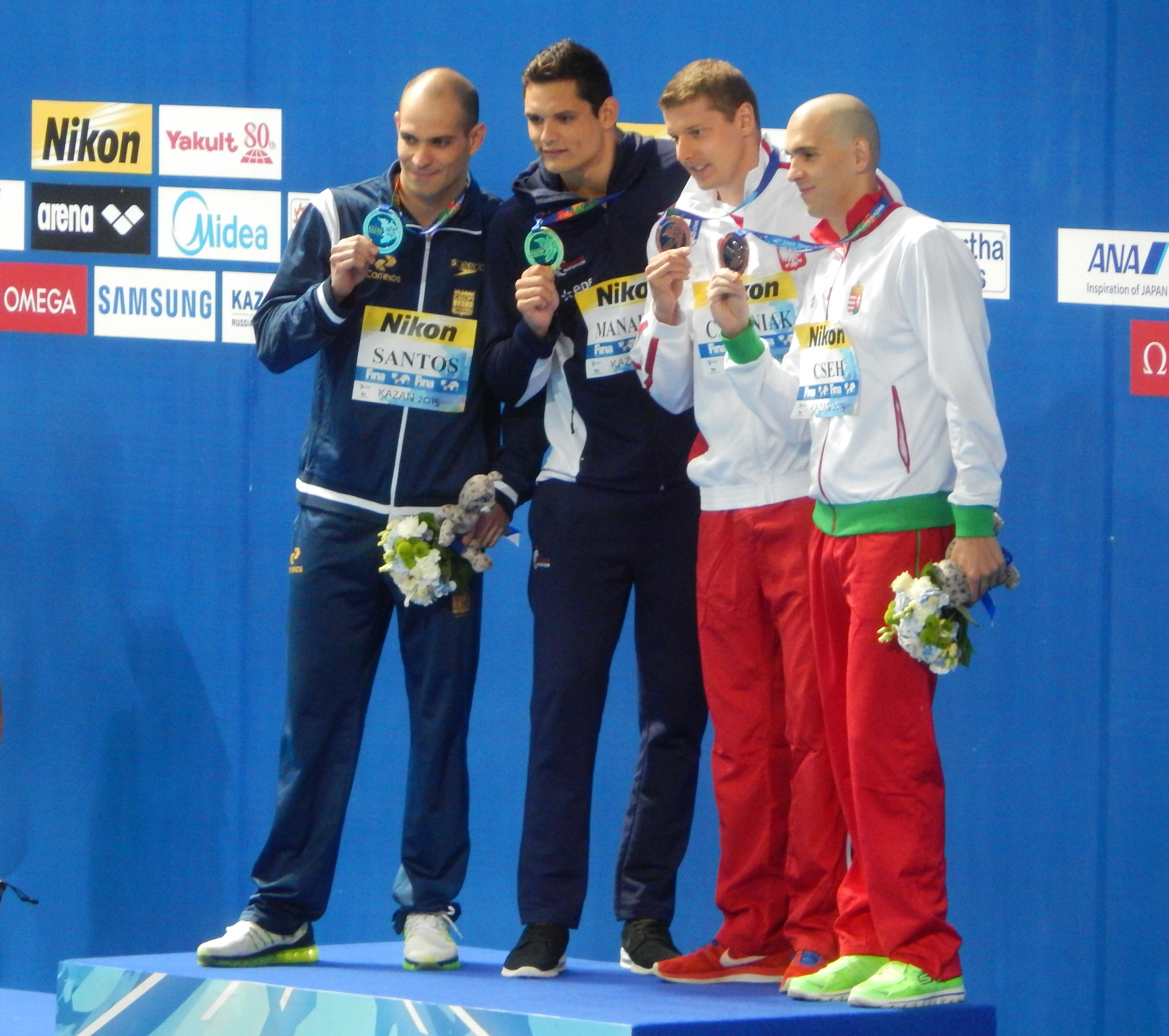
2015年カザン世界選手権のメダルセレモニー（一番左）

2015年8月、カザンで開催された世界選手権の50mバタフライに出場。2大会連続3度目の決勝に進出すると、決勝ではフローラン・マナドゥ（22秒97）に0秒12及ばず優勝は逃すも、長水路の世界選手権では自身初のメダルとなる銀メダルを獲得した。35歳5カ月20日でメダルを獲得したサントスは、2005年モントリオール大会男子50m平泳ぎの金メダルを35歳5カ月12日で獲得したマーク・ヴァルネッケを上回り、世界選手権の最年長メダリストとなった。

### 2016年世界短水路選手権
2016年12月、ウィンザーで開催された世界短水路選手権に出場。混合4×50mメドレーリレーにおいて、決勝の第3泳者の中で唯一の男子選手であるサントスは21秒93で泳ぎ、6位から1位に順位を押し上げた。最終的にブラジルはアメリカに0秒52及ばず連覇は逃したが、2大会連続のメダルとなる銀メダルを獲得した。

### 2017年マリア・レンク杯
2017年5月、マリア・レンク杯（Maria Lenk Trophy）の50mバタフライで22秒61をマークし、セーザル・シエロの持つ南米記録（22秒76）を5年ぶりに更新した。また、これはラファエル・ムニョスが2009年に高速水着で樹立した世界記録（22秒43）に次ぐ歴代2位の記録であり、繊維製水着の記録としては世界最高記録となった。なお、繊維製水着の世界最高記録は、2018年にアンドリー・ゴボロフによって22秒53に塗り替えられた。

### 2017年世界選手権
2017年7月、ブダペストで開催された世界選手権の50mバタフライに出場。3大会連続4度目の決勝に進出すると、決勝ではベン・プラウド（22秒75）に0秒04及ばず惜しくも優勝は逃したが、2大会連続となる銀メダルを獲得した。37歳5カ月10日でメダルを獲得したサントスは、自身の持つ世界選手権の最年長メダリスト記録を更新した。

### 2018年ワールドカップ
2018年9月、ワールドカップ・第3戦（アイントホーフェン）の50mバタフライで自己ベストタイ記録及び短水路南米タイ記録となる22秒08をマークすると、1週間後の第4戦（ブダペスト）の50mバタフライで21秒75をマークし、シュテファン・デイブラーが2009年に高速水着で樹立した短水路世界記録（21秒80）を更新した。また、これによりサントスは、シュテファン・デイブラー、ローランド・スクーマン、チャド・ルクロスに次いで、22秒の壁を破る史上4人目の選手となった。なお、この記録は、2021年にセバスティアン・サボーが同タイムをマークしたため共同の短水路世界記録となったが、2024年にノエ・ポンティが21秒67に塗り替えて短水路世界記録ではなくなった。また、同年にイリア・カルンが21秒67をマークしたため短水路アメリカ大陸記録でもなくなった。

### 2018年世界短水路選手権
2018年12月、杭州で開催された世界短水路選手権に出場。第3泳を務めた4×50mメドレーリレーで銅メダル獲得に貢献した。4×50mメドレーリレー決勝の約40分後には50mバタフライ決勝で21秒81の大会記録（当時）を樹立し、前大会記録保持者のチャド・ルクロスを0秒16抑え、この種目で6年ぶりに世界選手権タイトルを獲得した。38歳のサントスは史上最年長の競泳世界チャンピオンとなった。

### 2019年チャンピオンズスイムシリーズ
2019年5月、ブダペストで開催されたチャンピオンズスイムシリーズ・第2戦の50mバタフライにおいて、自身の持つ世界歴代3位の記録、アメリカ大陸記録、南米記録を0秒01更新する22秒60をマークした。このアメリカ大陸記録は2か月ほどしか持たず、7月の世界選手権でケーレブ・ドレッセルによって22秒57に塗り替えられた。

### 2019年世界選手権
2019年7月、世界水泳連盟からの招待により、光州で開催された世界選手権の50mバタフライに出場した。今大会のブラジル水泳連盟の代表選考はオリンピック実施種目だけだったため、オリンピックで実施されない50mバタフライのサントスは代表に選出されていなかったが、今年のチャンピオンズスイムシリーズ3大会全て優勝、今季世界最高記録の22秒60をマークしていることなどが評価され、世界水泳連盟から招待を受けての出場が実現した。また、今大会で長水路の世界選手権に7度目の出場を果たしたサントスは、ブラジル選手の最多出場記録を更新した。サントスは予選を11位（23秒48）、準決勝を2位（22秒77）で突破し、4大会連続5度目の決勝に進出した。準決勝で今季世界最高及び大会記録（22秒57）をマークしたケーレブ・ドレッセルが決勝で22秒35と更に記録を縮めて優勝する中、2位のオレグ・コスティン（22秒70）に次ぐ3位（22秒79）に入り、前回大会より順位は落としたものの3大会連続となるメダルを獲得した。39歳のサントスは自身の持つ世界選手権の最年長メダリスト記録を更新した。

### 2021年世界短水路選手権
2021年12月、アブダビで開催された世界短水路選手権に出場。連覇のかかった50mバタフライは準決勝を2位（22秒12）突破すると、決勝では16歳年下のディラン・カーター（21秒98）を0秒05抑えて優勝し、この種目で自身3度目の世界選手権タイトルを獲得した。41歳のサントスは自身の持つ競泳世界チャンピオンの最年長記録を更新するとともに、40歳を超えて世界短水路選手権のメダルを獲得した初の選手となった。

### 2022年世界選手権
2022年6月、ブダペストで開催された世界選手権の50mバタフライに出場。予選は13位（23秒46）、準決勝はギリギリ8位（23秒04）での突破となったが、決勝ではケーレブ・ドレッセル（22秒57）に次ぐ2位に入り、0秒21差で優勝は逃したものの4大会連続となるメダルを獲得した。サントスは自身の持つ世界選手権の最年長メダリスト記録を42歳125日に更新するとともに、40歳を超えて世界選手権のメダルを獲得した初の選手となった。また、今大会でサントスは世界選手権に出場した史上最年長の選手となったが、この記録は2023年福岡大会に43歳で出場したローランド・スクーマンによって塗り替えられた。

### 2022年世界短水路選手権
2022年12月、メルボルンで開催された世界短水路選手権の50mバタフライに出場。予選を14位（22秒46）、準決勝を4位（22秒08）で突破すると、決勝では自身の持つ大会記録（21秒81）を更新する21秒78をマーク。21歳年下のノエ・ポンティ（21秒96）と16歳年下のセバスチャン・サボ（21秒98）を抑え、自身とセバスチャン・サボが持つ短水路世界記録（21秒75）に0秒03差と迫る好タイムで自身4度目の優勝、この種目で史上初の3連覇を飾った。また、42歳のサントスは、自身の持つ競泳世界チャンピオンと世界短水路選手権メダリストの最年長記録を更新した。金メダルを獲得した後に「これが私のキャリア最後のレースだ」と語り、現役を引退した。

### 現役引退後
プロ選手としてのキャリアは終えたが、2024年にマスターズ水泳デビューを果たすなど、現在も泳ぎ続けている。
2023年2月、ハリスコ国際（サポパンで開催の長水路の大会）の50mバタフライに出場し、マイケル・アンドリュー（23秒53）やディラン・カーター（23秒70）を抑え、23秒44で優勝を飾った｡
2024年2月、ケレタロ国際（ケレタロで開催の長水路の大会）の50mバタフライに出場し、ディラン・カーター（23秒68）を抑えて優勝した。優勝タイムの23秒47は、約10日前に行われた世界選手権50mバタフライの8位と同タイムだった。
2024年8月、クリチバで開催されたパラナエンセ・マスターズ選手権（長水路）に出場し、マスターズ水泳デビューを果たした。50mバタフライで23秒72をマークし、2023年にアンドレイス・ドゥダが樹立した40-44歳のマスターズ世界記録（24秒11）を更新した。
2025年5月、ポルト・アレグレで開催されたブラジルマスターズ選手権（長水路）の50mバタフライで23秒26をマークし、2024年にマーク・ケビン・アラン（Marc Kevin Allan）が樹立した45-49歳のマスターズ世界記録（24秒96）を更新した。このタイムは世界水泳連盟が定める2025年世界選手権の参加標準記録A（23秒36）を上回るものであり、先月行われたマリア・レンク杯（ブラジル選手権）においては2位相当のタイムだった。

## 人物
- MBA（経営学修士）を取得している[96]。
- 理学療法士でもあるため、大きな怪我をすることなく競技を続けることができた[97]。
- 年齢を重ねてからはオーガニック食品やライスミルクを摂取するなど、長く競技を続けるため食生活に気を配っていた[98][99]。
- 妻は元水泳選手でモデルのジゼル・エルメート（Giselle Hermeto）[100]。2人の間には2016年に生まれた息子がいる[101][102]。

## 受賞
- Swammy Award（SwimSwam）
  - 年間最優秀南米男子スイマー（2018年[103]、2020年[103]、2022年[103]）

## 成績

### 世界大会
世界水泳連盟のウェブサイトなど参照
| 年           | 大会                        | 場所               | 種目                    | 結果         | 記録         | 泳順         | 備考         |
| ブラジル代表 | ブラジル代表                | ブラジル代表       | ブラジル代表            | ブラジル代表 | ブラジル代表 | ブラジル代表 | ブラジル代表 |
| ------------ | --------------------------- | ------------------ | ----------------------- | ------------ | ------------ | ------------ | ------------ |
| 2001         | 世界選手権                  | 福岡               | 50m自由形               | 予選30位     | 23秒04       |              |              |
| 2001         | 世界選手権                  | 福岡               | 50mバタフライ           | 予選28位     | 24秒83       |              |              |
| 2002         | 世界短水路選手権            | モスクワ           | 50m自由形               | 予選23位     | 22秒52       |              |              |
| 2002         | 世界短水路選手権            | モスクワ           | 50mバタフライ           | 準決勝13位   | 24秒15       |              |              |
| 2003         | 世界選手権                  | バルセロナ         | 50mバタフライ           | 予選40位     | 25秒15       |              |              |
| 2004         | 世界短水路選手権            | インディアナポリス | 50m自由形               | 銅メダル     | 21秒71       |              |              |
| 2004         | 世界短水路選手権            | インディアナポリス | 100m自由形              | 8位          | 48秒88       |              |              |
| 2004         | 世界短水路選手権            | インディアナポリス | 4x100mフリーリレー      | 銀メダル     | 3分12秒73    | 4泳          |              |
| 2005         | ユニバーシアード            | イズミル           | 50m自由形               | 銅メダル     | 22秒44       |              |              |
| 2005         | ユニバーシアード            | イズミル           | 50mバタフライ           | 銅メダル     | 23秒98       |              |              |
| 2006         | 世界短水路選手権            | 上海               | 50m自由形               | 7位          | 21秒90       |              |              |
| 2006         | 世界短水路選手権            | 上海               | 50mバタフライ           | 予選21位     | 24秒19       |              |              |
| 2006         | 世界短水路選手権            | 上海               | 4x100mフリーリレー      | 5位          | 3分12秒68    | 4泳          |              |
| 2007         | ユニバーシアード            | バンコク           | 50m自由形               | 金メダル     | 22秒12       |              | 大会記録     |
| 2007         | ユニバーシアード            | バンコク           | 50mバタフライ           | 銀メダル     | 23秒74       |              |              |
| 2008         | オリンピック                | 北京               | 50m自由形               | 準決勝16位   | 22秒15       |              |              |
| 2009         | 世界選手権                  | ローマ             | 50m自由形               | 準決勝10位   | 21秒69       |              |              |
| 2009         | 世界選手権                  | ローマ             | 50mバタフライ           | 5位          | 23秒00       |              | 南米記録     |
| 2010         | 世界ミリタリー選手権        | ヴァーレンドルフ   | 50m自由形               | 金メダル     | 22秒58       |              |              |
| 2010         | 世界ミリタリー選手権        | ヴァーレンドルフ   | 50mバタフライ           | 金メダル     | 23秒42       |              |              |
| 2010         | 世界ミリタリー選手権        | ヴァーレンドルフ   | 4x100mフリーリレー      | 金メダル     | 3分21秒72    |              |              |
| 2010         | 世界短水路選手権            | ドバイ             | 50m自由形               | 準決勝13位   | 21秒43       |              |              |
| 2010         | 世界短水路選手権            | ドバイ             | 50mバタフライ           | 4位          | 22秒45       |              |              |
| 2010         | 世界短水路選手権            | ドバイ             | 4x100mフリーリレー      | 銅メダル     | 3分05秒74    | 1泳          | 南米記録     |
| 2012         | オリンピック                | ロンドン           | 4x100mフリーリレー      | 予選9位      | 3分16秒14    | 3泳          |              |
| 2012         | 世界短水路選手権            | イスタンブール     | 50m自由形               | 予選6位      | 21秒50       |              |              |
| 2012         | 世界短水路選手権            | イスタンブール     | 50mバタフライ           | 金メダル     | 22秒22       |              | 大会記録     |
| 2013         | 世界選手権                  | バルセロナ         | 50mバタフライ           | 4位          | 23秒21       |              |              |
| 2013         | 世界選手権                  | バルセロナ         | 4x100mメドレーリレー    | 予選12位     | 3分36秒31    | 3泳          |              |
| 2014         | 世界ミリタリー選手権        | テネロ＝コントラ   | 50mバタフライ           | 金メダル     | 23秒59       |              |              |
| 2014         | 世界短水路選手権            | ドーハ             | 50mバタフライ           | 銀メダル     | 22秒08       |              |              |
| 2014         | 世界短水路選手権            | ドーハ             | 100mバタフライ          | 準決勝14位   | 50秒79       |              |              |
| 2014         | 世界短水路選手権            | ドーハ             | 4x50mメドレーリレー     | 金メダル     | 1分30秒51    | 3泳          | 世界記録     |
| 2014         | 世界短水路選手権            | ドーハ             | 混合4x50mメドレーリレー | 金メダル     | 1分37秒26    | 3泳          | 南米記録     |
| 2015         | 世界選手権                  | カザン             | 50mバタフライ           | 銀メダル     | 23秒09       |              |              |
| 2015         | ミリタリーワールド ゲームズ | 聞慶               | 50m自由形               | 8位          | 23秒15       |              |              |
| 2015         | ミリタリーワールド ゲームズ | 聞慶               | 50mバタフライ           | 金メダル     | 23秒30       |              |              |
| 2015         | ミリタリーワールド ゲームズ | 聞慶               | 100mバタフライ          | 6位          | 53秒70       |              |              |
| 2015         | ミリタリーワールド ゲームズ | 聞慶               | 4x100mフリーリレー      | 金メダル     | 3分18秒56    | 3泳          | 大会記録     |
| 2016         | 世界短水路選手権            | ウィンザー         | 50m自由形               | 予選32位     | 21秒95       |              |              |
| 2016         | 世界短水路選手権            | ウィンザー         | 50mバタフライ           | 準決勝9位    | 22秒82       |              |              |
| 2016         | 世界短水路選手権            | ウィンザー         | 混合4x50mメドレーリレー | 銀メダル     | 1分37秒74    | 3泳          |              |
| 2017         | 世界選手権                  | ブダペスト         | 50mバタフライ           | 銀メダル     | 22秒79       |              |              |
| 2018         | 世界短水路選手権            | 杭州               | 50mバタフライ           | 金メダル     | 21秒81       |              | 大会記録     |
| 2018         | 世界短水路選手権            | 杭州               | 4x50mメドレーリレー     | 銅メダル     | 1分31秒49    | 3泳          |              |
| 2018         | 世界短水路選手権            | 杭州               | 4x100mメドレーリレー    | 4位          | 3分22秒00    | 3泳          |              |
| 2018         | 世界短水路選手権            | 杭州               | 混合4x50mメドレーリレー | 予選9位      | 1分39秒24    | 3泳          |              |
| 2019         | 世界選手権                  | 光州               | 50mバタフライ           | 銅メダル     | 22秒79       |              |              |
| 2021         | 世界短水路選手権            | アブダビ           | 50mバタフライ           | 金メダル     | 21秒93       |              |              |
| 2021         | 世界短水路選手権            | アブダビ           | 4x100mメドレーリレー    | 予選4位      | 3分26秒30    | 3泳          | [ 注釈 6 ]   |
| 2021         | 世界短水路選手権            | アブダビ           | 混合4x50mメドレーリレー | 予選10位     | 1分41秒44    | 3泳          |              |
| 2022         | 世界選手権                  | ブダペスト         | 50mバタフライ           | 銀メダル     | 22秒78       |              |              |
| 2022         | 世界短水路選手権            | メルボルン         | 50mバタフライ           | 金メダル     | 21秒78       |              | 大会記録     |
| 2022         | 世界短水路選手権            | メルボルン         | 4x50mフリーリレー       | 8位          | 1分26秒34    | 3泳          |              |

## 記録

### 樹立した世界記録
| 水路   | 種目                | 記録      | 泳順 | 日付          | 大会             | 場所       | 脚注   |
| ------ | ------------------- | --------- | ---- | ------------- | ---------------- | ---------- | ------ |
| 短水路 | 4x50mメドレーリレー | 1分30秒51 | 3泳  | 2014年12月4日 | 世界短水路選手権 | ドーハ     | [ 55 ] |
| 短水路 | 50mバタフライ       | 21秒75    | ―    | 2018年10月6日 | ワールドカップ   | ブダペスト | [ 67 ] |

### 樹立した南米記録（個人種目）
| 水路   | 種目          | 記録   | 日付           | 大会                         | 場所               | 脚注          |
| ------ | ------------- | ------ | -------------- | ---------------------------- | ------------------ | ------------- |
| 短水路 | 50mバタフライ | 23秒92 | 2001年1月25日  | ワールドカップ               | ストックホルム     | [ 10 ]        |
| 短水路 | 50mバタフライ | 23秒82 | 2001年11月17日 | ワールドカップ               | リオデジャネイロ   | [ 14 ]        |
| 短水路 | 50mバタフライ | 23秒41 | 2002年1月26日  | ワールドカップ               | ベルリン           | [ 15 ] [ 16 ] |
| 短水路 | 50m自由形     | 21秒32 | 2004年9月10日  | ホセ・フィンケル杯           | サントス           | [ 17 ]        |
| 長水路 | 50mバタフライ | 23秒23 | 2009年7月26日  | 世界選手権                   | ローマ             | [ 33 ]        |
| 長水路 | 50mバタフライ | 23秒00 | 2009年7月26日  | 世界選手権                   | ローマ             | [ 34 ]        |
| 長水路 | 50mバタフライ | 23秒00 | 2009年7月27日  | 世界選手権                   | ローマ             | [ 34 ]        |
| 長水路 | 50mバタフライ | 22秒87 | 2009年9月4日   | ホセ・フィンケル杯           | パリョサ           | [ 35 ]        |
| 短水路 | 50mバタフライ | 22秒42 | 2009年11月14日 | ワールドカップ               | ベルリン           | [ 37 ]        |
| 短水路 | 50mバタフライ | 22秒17 | 2009年11月14日 | ワールドカップ               | ベルリン           | [ 38 ]        |
| 短水路 | 50m自由形     | 20秒90 | 2009年11月15日 | ワールドカップ               | ベルリン           | [ 39 ]        |
| 短水路 | 50m自由形     | 20秒74 | 2009年11月15日 | ワールドカップ               | ベルリン           | [ 40 ]        |
| 短水路 | 50mバタフライ | 22秒16 | 2009年11月21日 | ワールドカップ               | シンガポール       | [ 41 ] [ 42 ] |
| 短水路 | 50mバタフライ | 22秒13 | 2013年11月13日 | ワールドカップ               | 北京               | [ 42 ]        |
| 短水路 | 50mバタフライ | 22秒08 | 2014年12月6日  | 世界短水路選手権             | ドーハ             | [ 58 ]        |
| 長水路 | 50mバタフライ | 22秒61 | 2017年5月3日   | マリア・レンク杯             | リオデジャネイロ   | [ 63 ]        |
| 短水路 | 50mバタフライ | 22秒08 | 2018年9月      | ワールドカップ               | アイントホーフェン | [ 67 ]        |
| 短水路 | 50mバタフライ | 21秒75 | 2018年10月     | ワールドカップ               | ブダペスト         | [ 67 ]        |
| 長水路 | 50mバタフライ | 22秒60 | 2019年5月11日  | チャンピオンズスイムシリーズ | ブダペスト         | [ 73 ]        |

### 自己ベスト
世界水泳連盟のウェブサイト参照
| 種目           | 記録   | 日付           | 大会                         | 場所             | 備考                                   |
| 長水路         | 長水路 | 長水路         | 長水路                       | 長水路           | 長水路                                 |
| -------------- | ------ | -------------- | ---------------------------- | ---------------- | -------------------------------------- |
| 50m自由形      | 21秒69 | 2009年7月31日  | 世界選手権                   | ローマ           |                                        |
| 100m自由形     | 49秒11 | 2011年5月3日   | マリア・レンク杯             | リオデジャネイロ |                                        |
| 50mバタフライ  | 22秒60 | 2019年5月11日  | チャンピオンズスイムシリーズ | ブダペスト       | 元アメリカ大陸記録 南米記録            |
| 100mバタフライ | 52秒31 | 2015年12月17日 | ブラジルオープン             | パリョサ         |                                        |
| 短水路         |        |                |                              |                  |                                        |
| 50m自由形      | 20秒74 | 2009年11月15日 | ワールドカップ               | ベルリン         | 元南米記録                             |
| 100m自由形     | 47秒31 | 2013年11月9日  | ワールドカップ               | 東京             |                                        |
| 50mバタフライ  | 21秒75 | 2018年10月6日  | ワールドカップ               | ブダペスト       | 元世界記録 元アメリカ大陸記録 南米記録 |
| 100mバタフライ | 49秒87 | 2020年11月9日  | ISL                          | ブダペスト       |                                        |